# Лісовий заповідник річки Афі
Лісовий заповідник річки Афі знаходиться в штаті Кросс-Рівер, Нігерія, і охоплює 312 км². Це один із найбільших лісових масивів штату, окрім національного парку Крос-Рівер. Заповідник розташований між заповідником дикої природи Afi Mountain і громадським лісом Mbe Mountains Community Forest, обидва з яких є домом для горил Крос-Рівер, і утворює коридор між ними. У звіті 2008 року зазначалося, що зростаючі обсяги лісозаготівлі, землеробства та полювання створюють загрозу для горил.
Розробка проєкту супершосе в Нігерії привернула увагу міжнародної громадськості через його великий вплив на заповідник дикої природи на горі Афі. Під загрозою зникнення опинилися лісові слони, нігерійсько-камерунські шимпанзе, дрили, панголіни, короткоморді крокодили та багато інших видів тварин.